# Джулай Дмитро Миколайович
Дмитро́ Микола́йович Джула́й (* 26 лютого 1976, Київ)[джерело?] — український футбольний коментатор і журналіст.

## Кар'єра
На початку кар'єри стажувався у газеті «Вечірній Київ» під орудою Валерія Валерка. До 2007 року коментував матчі Ліги Чемпіонів УЄФА для каналу Перший Національний (УТ-1), а в сезоні 2008-2009 коментував матчі того ж турніру на «ТЕТ». Працював на матчах Чемпіонатів світу з футболу 1998, 2002 та 2010 років, Євро-2000, Євро-2004, Євро-2008, фіналах Ліги чемпіонів УЄФА 2001—2006 та 2011 років, фіналах Кубку УЄФА 2007, 2008 та Ліги Європи 2010
Працював головним редактором каналу Спорт-1. Грудень 2010 — березень 2012 — член редакційної ради Поверхность ТВ.
З 6 березня 2012 року по 3 вересня 2018 року працював на телеканалі «Setanta Sports» (Дублін, Ірландія).

## Напрямки роботи
Найчастіше коментує матчі футбольних чемпіонатів Англії, Іспанії, Бразилії (та інших латиноамериканських змагань), Португалії. Окрім української, володіє англійською, російською, іспанською та португальською мовами.

## Нагороди
Тричі визнаний найкращим коментатором України за версією газети «Український футбол» (2001, 2003, 2004).